# Виртуелни музеј Дунава
Виртуелни музеј Дунава је сајт који служи као интернет презентација културног и природног наслеђа целокупног дунавског региона (од изворишта у Немачкој до ушћа у Црном мору).

## Покретање пројекта
Пројекат Магични додир Дунава – Виртуелни музеј  је покренут 2011. године од стране ЈП Београдска тврђава у сарадњи са Министарством културе и информисања Републике Србије.

## Значај пројекта
Главна идеја пројекта је да се путем интернет презентације на једном месту повежу репрезентативни примери културног и природног наслеђа целокупног дунавског региона (Немачка, Аустрија, Словачка, Мађарска, Хрватска, Србија, Румунија, Бугарска, Молдавија и Украјина), да се укаже на њихов значај, неопходност очувања и уједно отвори могућност будуће међународне сарадње државних институција земаља кроз које протиче Дунав.
Овакав иновативан приступ ће приближити музеје публици, поготово у данашње време када су интернет технологије саставни део живота људи и када пролази време старих, прашњавих витрина и кустоса који седе и чекају публику.

## Одрживост пројекта
Интернет презентација виртуелног музеја замишљена је као развојна платформа са могућношћу константног уноса нових података и садржаја, мапирањем нових локалитета и ширење базе података. 
Концепт је замишљен тако да свака држава кроз коју протиче Дунав, акредитовањем адекватних институција, преузме одговорност и обавезу уношења садржаја који ће презентовати културно и природно наслеђе које се односи на ток Дунава кроз територију њихове државе.